# La signora prende il volo
La signora prende il volo (The Lady Takes a Flyer) è un film del 1958 diretto da Jack Arnold, con Lana Turner e Jeff Chandler.

## Trama
Il pilota Mike Dandridge e il collega Al Reynolds sono soci in una compagnia aerea privata. Un giorno il primo incontra Maggie Colby, anch'ella pilota, e si invaghisce della donna.
I due iniziano una relazione e decidono di sposarsi, mentre Al, testimone di nozze, entra a far parte della United States Air Force. Maggie rimane quindi incinta e sceglie di rimanere a casa per fare la casalinga, rinunciando alla propria carriera. L'assunzione da parte del marito della giovane e pimpante aviatrice Nikki Taylor e il timore che i due possano iniziare una relazione extraconiugale, fanno capire alla donna che è arrivato il momento di tornare in pista.

## Produzione
Il film, diretto da Jack Arnold su una sceneggiatura di Danny Arnold e un soggetto di Edmund H. North, fu prodotto da William Alland per la Universal Pictures e girato dall'aprile 1957.

## Distribuzione
Il film fu distribuito con il titolo The Lady Takes a Flyer negli Stati Uniti nel gennaio 1958 al cinema dalla Universal Pictures.